# الآراء النسوية حول عقدة أوديب

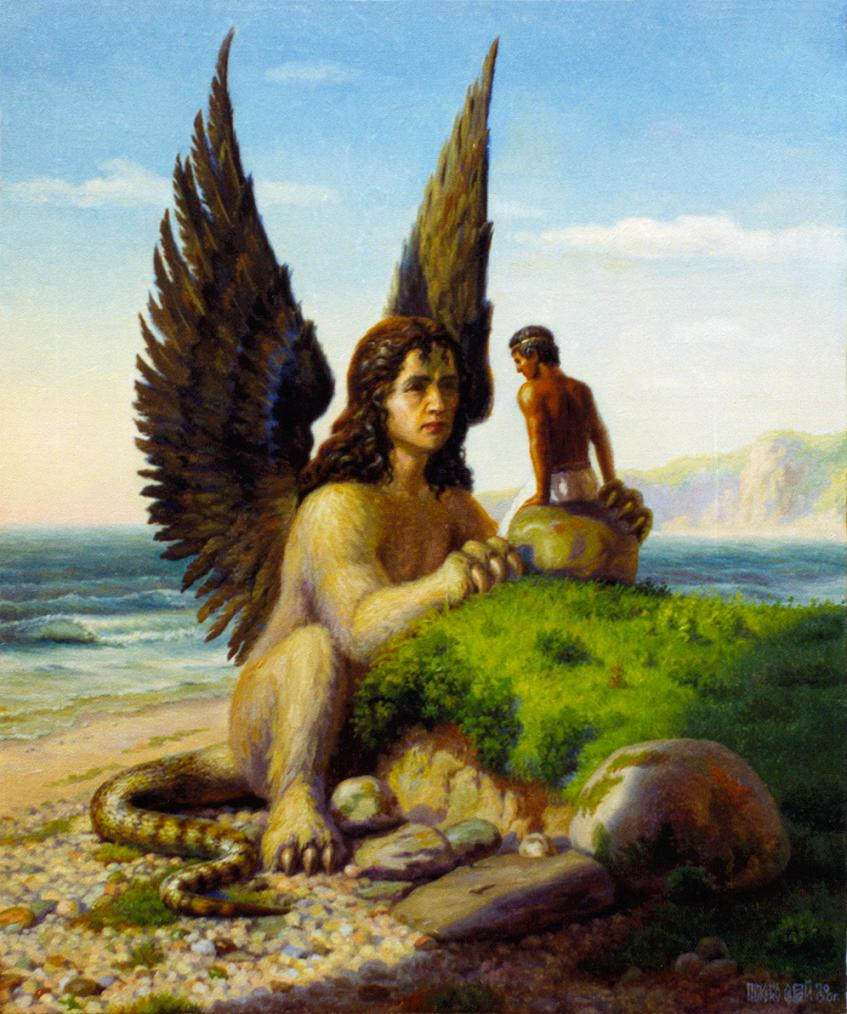
أبو الهول وأوديب

لقد كافحت الحركات النسوية الداعية إلى المساواة بين الجنسين سياسيًا واقتصاديًا واجتماعيًا طويلاً ضد نموذج فرويد الكلاسيكي عن تطور مفهوم النوع الاجتماعي (الجندر) والهوية والذي يتمحور حول عقدة أوديب. إن نموذج فرويد، الذي أصبح جزءًا لا يتجزأ من التحليل النفسي التقليدي، يشير إلى أنه لكون المرأة تفتقر إلى الأعضاء التناسلية المرئية التي لدى الذكور، فإنها تشعر بأنها «تفتقد» لأكثر ضرورة أساسية من أجل اكتساب القيمة النرجسية - وبالتالي تنمية مشاعر عدم المساواة بين الجنسين وحسد القضيب. وقد اعترف فرويد في نظريته الحديثة الخاصة بالأنوثة بارتباط الابنة الشهواني المبكر طويل الأمد بالأم خلال ما قبل المراحل الأوديبية. وقد واجه التحليل النفسي النسوي هذه الأفكار (لاسيما علاقة الإناث بالفالوس (أي: القضيب) الحقيقي والوهمي والرمزي) والتوصل إلى استنتاجات مختلفة. ويتفق البعض بوجه عام مع الخطوط العريضة لنظرية فرويد التي عدلها من خلال الملاحظات الخاصة بما قبل المرحلة الأوديبية. ويعيد البعض الآخر صياغة نظريات فرويد بالكامل.

## هيلين دويتش
هيلين دويتش (1884 - 1982) كانت من أوائل الطالبات لدى فرويد من النساء، وكانت أول محللة تقوم بدراسة متكاملة مرتبة ترتيبًا زمنيًا عن تطور النمو النفسي للمرأة. وبإيجاز، تزعم دويتش أن النساء لديهن نزعه جنسية سادية سلبية (ماسوشية)، وبأنهن ولدن من أجل عملية التكاثر ويتعين النظر إلى تطورهن بوصفه يختلف عن تطور الذكور.
وتعتقد دويتش أن تطور النساء صعب ومضطرب للغاية، لأنه في مرحلة ما يتعين عليها تغيير الموضوع الجنسي الرئيسي الخاص بها من والدتها إلى والدها (والذكور)، إذا أرادت أن تصل لمرحلة البلوغ غيرية الجنس المتوقعة بالنسبة لها. ووفقًا لدويتش، تلوم الفتاة والدها وليست والدتها بسبب عدم امتلاكها لعضو ذكري؛ وبالتالي تتوقف عن التماثل مع والدها وصفات الرجولة. وبسبب تلك العلاقة مع والدها، فهي تنمي أوهامًا عن رغبة جنسية لتعرضها للاغتصاب. وإلى هذا الحد فإن وهم الاغتصاب من الأوهام الشائعة وهو غير مرضي، ويمثل الجزء الرئيسي من المشاعر الجنسية لدى الإناث. وفي الوقت نفسه، فإن الفتاة تتماثل مع والدتها من خلال الرغبة في «المرحلة الشرجية». وعندما تعترف بفشلها، تتراجع إلى المرحلة ما قبل التناسلية: وهي الرغبة المبكرة في (الفالوس) البظر النشط. وتسود التوترات السادية لدى الفتاة وتتوق إلى أن يتم استئصال الغدد التناسلية على يد والدها. وتصبح الرغبة في الحصول على طفل سادية أيضًا.

## نانسي تشودرو
لقد أشارت نانسي تشودرو إلى أن فرويد يعتقد أن الذكور يمتلكون تفوقًا بدنيًا وأن الإناث تتحدد شخصيتهن بالضرورة عن طريق مدى افتقارهن للعضو الذكري. ومثلها في ذلك مثل فرويد ولكن لأسباب مختلفة، حيث تؤكد تشودرو على أن الأزمة الأوديبية لدى الإناث لا يتم حلها بشكل كامل، على عكس أزمة الذكور: فالفتاة لا يمكنها ولا تستطيع رفض والدتها تمامًا من أجل الرجال، ولكن تستمر في علاقتها بالتعلق بها. وتعتمد قوة ونوعية علاقتها بوالدها تمامًا على قوة ونوعية علاقتها بوالدتها. وتزعم تشودرو أن معظم النساء لديهن غيرية جنسية من الناحية التناسلية، ولكن لديهن علاقات أخرى متينة بالقدر نفسه مع أطفالهن والنساء الأخريات، وذلك كنتيجة للعلاقة الرئيسية مع أمهاتهن. وبالتالي، فإن الفتاة لا تكبت تعلقها بوالدتها في المرحلة ما قبل الأوديبية ولا المرحلة الأوديبية ولا تعلقها بوالدها في المرحلة الأوديبية. ويعني ذلك أنها تكبر مع المزيد من الانشغال المستمر مع موضوع العلاقات الداخلية والعلاقات الخارجية. ولأنه لا يتعين على الفتاة كبت تعلقها بوالدها ووالدتها في المرحلة ما قبل الأوديبية والمرحلة الأوديبية، فإنها تصل إلى علاقة أكثر حساسية ومترابطة بشكل أكبر عن الفتيان. وقد أوضحت تشودرو ذلك من خلال الدراسات التي تشير إلى أن الرجال يحبون (يقعون في الحب) بشكل عاطفي، بينما تحب النساء وتقع في الحب بطريقة عقلانية ومنطقية.

## لوسي إيريجراي
في نموذج فرويد، لا يوجد مكان للأنوثة إلا إذا ارتبطت بالذكورة. إن لوسي إيريجراي، تلميذة جاك لاكان، تعارض الأفكار التي تتعلق بأهمية القضيب والفالوس بالنسبة للنساء. وتفترض أن سبب تميز القضيب في نموذج فرويد هو أنه مرئي. وهذا أيضًا في النظرية اللاكانية المبكرة هو السبب في أن النشاط الجنسي لدى الذكور يعتمد على وجود (قضيب) ويعتمد النشاط الجنسي لدى الإناث على عدم وجوده. ففي نموذج فرويد، تعد رغبة الأنثى هي الرغبة في الحصول على طفل لكي يحل محل القضيب، وبالتالي فإن استمتاع الأنثى مستمد من عملية التناسل. وتعارض إيريجراي: «كيف يمكننا تقبل أن يكون النشاط الجنسي لدى الإناث بالكامل متحكمًا به بواسطة حسد القضيب أو عدم وجوده؟» فالنشاط الجنسي لدى الإناث لا يرتبط فقط بعملية التناسل ولا يعد أقل قيمه منها، وبالتالي لا ينبغي أن تكون له أهمية اجتماعية أقل. وعلاوة على ذلك، فهي تقول إن فرويد قد تناسى العلاقة بين الأم وابنتها. ولكي تندرج تحت عقدة أوديب، يجب أن تشعر الفتاة بالكراهية تجاه والدتها. وتقول إيريجراي إن هذا الرأي يجعل من الممكن للفتاه أن تعطي معنى لعلاقتها بوالدتها.